# Eldorado River
Der Eldorado River ist ein 50 Kilometer langer linker Nebenfluss des Flambeau River im Westen des US-Bundesstaats Alaska. 

## Verlauf
Der Eldorado River entspringt sieben Kilometer südöstlich des Salmon Lake im Südwesten der Seward-Halbinsel. Er fließt anfangs fünf Kilometer nach Westen, bevor er sich nach Süden wendet. Nördlich trennt ein 174 m hoher Pass das Einzugsgebiet des Eldorado River von dem des nördlich verlaufenden Pilgrim River. Der Eldorado River durchfließt ein breites Tal in südlicher Richtung und trifft in der Küstenebene auf den von Westen kommenden Flambeau River, acht Kilometer oberhalb dessen Mündung in den Safety Sound sowie 24 Kilometer östlich der Stadt Nome.